# Филипп Вильгельм Бранденбург-Шведтский
Филипп Вильгельм Бранденбург-Шведтский (нем. Philipp Wilhelm von Brandenburg-Schwedt; 19 мая 1669, Кёнигсберг — 19 декабря 1711, Шведт) — принц Прусский, первый маркграф Бранденбург-Шведтский и наместник в Магдебурге в 1692—1711 годах.

## Биография
Филипп Вильгельм — старший сын великого курфюрста Бранденбурга Фридриха Вильгельма, родившийся в его втором браке с принцессой Доротеей. Мать Филиппа Вильгельма стремилась обеспечить финансовое положение своих сыновей. Вскоре после рождения Филиппа Вильгельма Доротея приобрела владения в Шведте, к которым позднее добавился Вильденбрух, которые Филипп Вильгельм унаследовал после смерти матери. 3 марта 1692 года Филипп Вильгельм договорился со своим сводным братом курфюрстом Фридрихом о дополнительном содержании, поскольку он отказался от выделенных ему владений в Хальберштадте по завещанию отца. Для себя и своих потомков он получил гарантированный апанаж в 24 тысячи рейхсталеров, а также доход в размере 22 тысяч рейхсталеров от владений в Шведте-Вильденбрухе и военное содержание в размере около 20 тысяч рейхсталеров. Таким образом, общий доход в размере 66 тысяч талеров позволял ему держать собственный богатый двор.
Как и все последующие члены династии, он носил титул «маркграф Бранденбурга, принц Прусский». Название Бранденбург-Шведт стало использоваться только в XIX веке, чтобы отличать от основной династийной линии. Филипп Вильгельм является учредителем побочной линии королевского дома Гогенцоллернов. 25 января 1699 года маркграф Филипп Вильгельм женился на принцессе Иоганне Шарлотте Ангальт-Дессауской (1682—1750), дочери Иоганна Георга II.
Филипп Вильгельм принимал участие в военных походах против Франции и в 1697 году командовал артиллерией. Его сводный брат Фридрих передал в его командование несколько полков. Филипп Вильгельм похоронен в Берлинском соборе. Поскольку на момент смерти Филиппа Вильгельма его старший сын был малолетним, опеку над ним взял на себя король Пруссии Фридрих. Побочная линия Бранденбург-Шведт пресеклась после смерти внучки Филиппа Вильгельма Анны Елизаветы Луизы.

## Потомки
- Фридрих Вильгельм (1700—1771), маркграф Бранденбург-Шведтский, женат на принцессе Прусской Софии Доротее Марии (1719—1765)
- Фридерика Доротея Генриетта (1700—1701)
- Генриетта Мария (1702—1782), замужем за наследным принцем Вюртемберга Фридрихом Людвигом (1698—1731)
- Георг Вильгельм (1704)
- Фридрих Генрих (1709—1788), маркграф Бранденбург-Шведтский, женат на принцессе Ангальт-Дессау Леопольдине Марии
- Шарлотта (1710—1712)